# Bademli
Bademli è un villaggio (in turco köy) della Turchia occidentale, facente parte del comune di Şuhut nell'omonimo distretto, nella provincia di Afyonkarahisar. Dista 16 km da Şuhut e 45 km da Afyonkarahisar.

## Fonti
(TR) Villaggi del comune di Şuhut, su suhut.bel.tr. URL consultato l'8 aprile 2020 (archiviato dall'url originale il 13 aprile 2020).